# Wassyl Slipak
Wassyl Slipak (forme la plus communément rencontrée), ou Vassyl Iaroslavovytch Slipak (en ukrainien : Василь Ярославович Сліпак), né le 20 décembre 1974 à Lviv et mort le 29 juin 2016 à Louhanské (raïon de Bakhmout, dans l'oblast de Donetsk), , est un chanteur ukrainien d'opéra. Il a effectué la plus grande partie de sa carrière en France.

## Biographie
Né à Lviv le 20 décembre 1974 dans la famille de Nadiya et Yaroslav Slipak.
Dès son enfance, Wassyl a manifesté un talent de chanteur. Enfant, il a participé à toutes les fêtes familiales qui ont été toujours accompagnées par les chansons populaires. Wassyl est tombé amoureux de ces mélodies. À l’âge de 6 ans, pendant la fête de mariage, il a chanté la chanson du trio Marenychi (en ukr : Тріо Мареничі) Le silence alentour (еn ukr. «Тиша навкруги»).
De 1981 a 1991, il fréquente l'école spécialisée no 46 et s'intéresse très jeune au chant.

### L'élève de chœur «Dudaryk»
De 1983 à 1994, il est soliste dans le chœur Dudaryk de Lviv, puis s'inscrit au Conservatoire. Dans sa vie tout été lié au chant. En 1983, son grand frère Orest a inscrit Wassyl dans le chœur académique de Lviv «Dudaryk», alors que Wassyl avait 9 ans. Wassyl y chante jusqu'en 1994. Notamment Mykola Kacal, le dirigeant du chœur, est devenu le premier maitre  dans la vie professionnel de Wassyl Slipak. Les convictions, les traits de caractère, les goûts musicaux de futur chanteur ont été formés par les œuvres des compositeurs ukrainiens de « l'âge d'or » de chant de chœur a capella de 2e moitie de 17e siècle – 1re moitie du 18e siècle. Notamment il s'agit des œuvres de Dmytro Bortniansky, Artem Vedel, Maxim Berezovsky; les chants de Noël en arrangement[Quoi ?] des compositeurs ukrainiens : Mykola Lysenko, Mykola Leontovych, Cyrill Stetsenko, Oleksandr Koshyts. « Dudaryk » a également produit le Stabat Mater de Jean-Baptiste Pergolèse, Carmina Burana de Carl Orff, Requiem de Mozart, Symphonie nº 9 de Beethoven, III Symphonie  Kaddiss L Berbstein et beaucoup d'autres œuvres oratoires.
En tant que chanteur de « Dudaryk », Wassyl Slipak s'est produit sur les scènes  les plus  prestigieuses à  travers le monde : l'opéra National de l'Ukraine de Taras Chevtchenko, La philharmonie nationale d'Ukraine, le palais national des arts «Ukraine», Carnegie Hall (New-York, 1990), Notre Dame de Paris (France), Vancouver Air Place (Canada, 1990), Philharmonie de Varsovie (Pologne, 1991,1992,1994), Cathédrale du Dôme de Riga (Lettonie, Riga), mais aussi en Lituanie, Estonie (1987, 1991), Biélorussie, Russie, Géorgie, Moldavie, Hongrie, Slovaquie (1993, 1994), Autriche (1993), Italie, Vatican, Belgique, Pays-Bas, Suisse (1993). «Dudaryk» a enregistré une série de disques, compact-cassettes et compact-disques et aussi de dizaines de concerts à la télévision et radio. En 1989, le chœur a été récompensé par le prix National de Taras Chevtchenko.
Wassyl Slipak a pu développer son talent de chanteur lyrique entouré de professionnels de plus haut niveau. C'était une étape très importante dans sa préparation professionnelle qui a formé sa propre manière de chanter et a forgé sa personnalité. Notamment, le 19 mai 1985 à l'occasion de 300 IIème[Quoi ?] anniversaire de Yoann Bach,  «Dudaryk» a donné un concert commun avec Ludmyla Bozhko (soprano), l'artiste de peuple d’Ukraine, Natalia Svoboda (mezzo-soprano), artiste émérite d'Ukraine et Volodymyr Ignatenko (ténor), artiste émérite d'Ukraine. Les 1er et 2 février 1986, «Dudaryk» s'est coproduit en concert avec Nina Matvienko, artiste de peuple d'Ukraine, Mme Kovalska et M. Pivnov, les deux lauréats de divers concours républicains. 30 décembre 1988, 5 janvier 1989 dans l'Opéra de Lviv d'Ivan Franko (aujourd'hui – Théâtre national académique de l’opéra et du ballet de Solomia Kruchelnytska), mais aussi 14 janvier 1989 dans la Philharmonie de Kyiv «Dudaruk» a donné un concert avec Nina Matvienko et trio «Zoloti kluchi». 18 juin 1990 dans le Carnegi-Hall (New-York, États-Unis)  Wassyl Slipak en duo avec le soliste du Metropolitan Opéra la basse Paul Plishka ont chanté «Bezmezneye pole» d’après la poésie d'Ivan Franko compositeur Mykola Lyssenko, la prière «Vladyko neba i zemli» de l’opéra de Semen.
En 1992, Wassyl Slipak rentre à l'Académie nationale musicale Lyssenko de Lviv, il devient étudiant de professeur Maria Bayko, lauréat de prix national de Taras Chevtchenko. Sous la direction de Maria Bayko, Wassyl a pris la maitrise de nombre œuvres classiques des compositeurs ukrainiens et des auteurs de l'Europe Occidentale. Wassyl a chanté le partition de Alkida de l'opéra de Botnyansky et de cygne de «Carmina Burana» K. Orph. Pendant ses études à l’académie (1992-1996) il a travaillé les œuvres Dj. Kaccini, A. Falconieri, A. Skarlatti, A. Stefani, Antonio Vivaldi, A Tenalia, L Vicnci, A Stradella, A Lotti, Mozart, Berezovsky et les autres.
Il remporte le Prix du Public du 10e Concours International d’Oratorio et de Lied de Clermont-Ferrand en  1994, puis se produit deux ans en France avant d'être invité par l'Opéra Bastille à Paris, où il devient soliste lyrique attitré baryton-basse, .

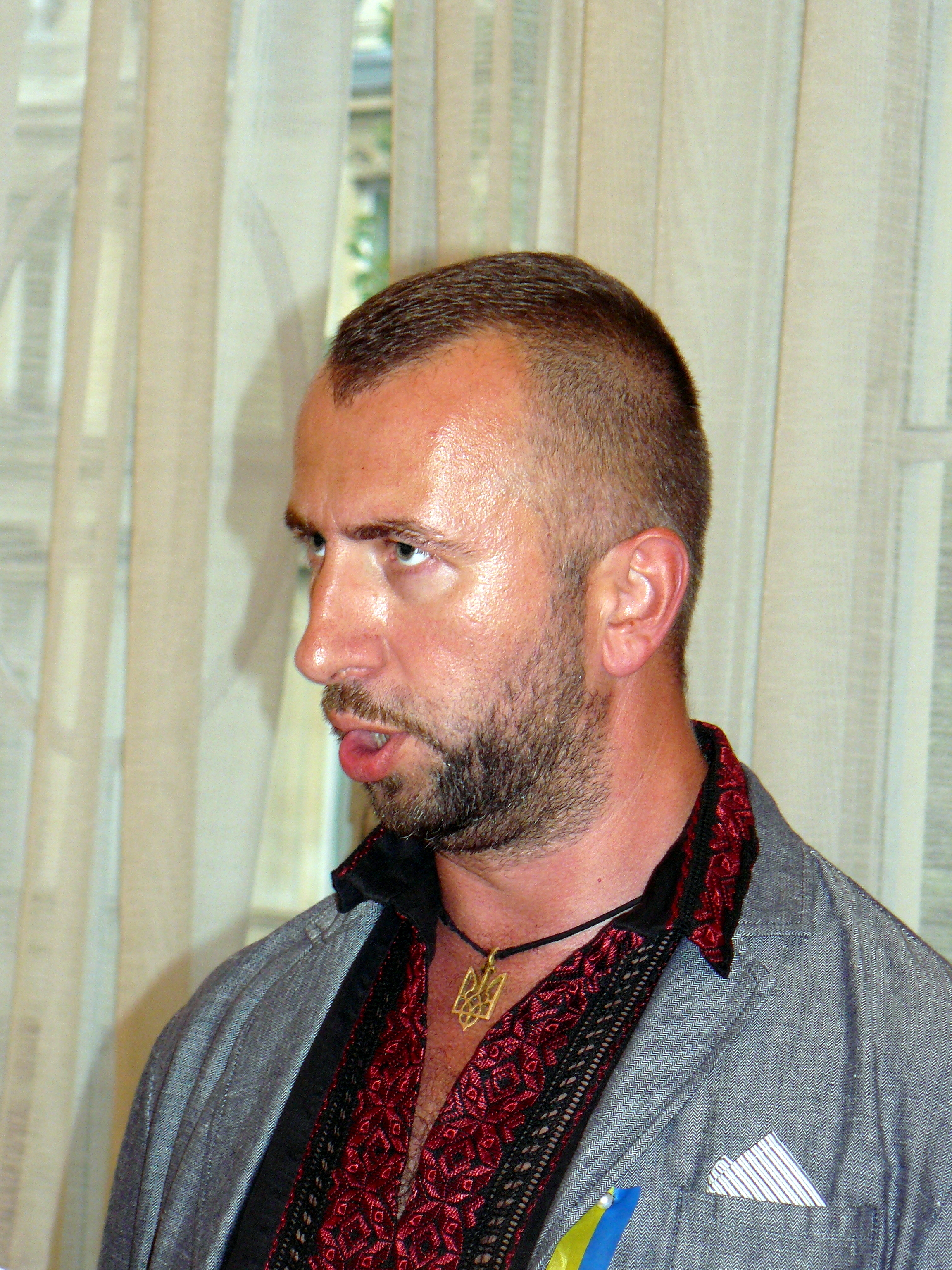
Institut Culturel Ukrainien à Paris en 2014.

En 1997, il est diplômé de l'Académie de musique Lyssenko de Lviv. Il reçoit plusieurs prix, dont celui de la meilleure performance masculine pour le « chant du toréador » dans Carmen de Georges Bizet.
Il vit et travaille pendant 19 ans en France, tout en chantant occasionnellement à l'étranger. Il se produit sur des scènes célèbres, comme celles de l'Opéra de Paris (où il interprète un rôle dans La Guerre et la Paix en 1999), de l'Athénée,  à l'Opéra de Massy ou encore à l'Amphithéâtre 3000 à Lyon,.
En 2011, il est finaliste au 4e Concours international d'opéra Armel de la ville de Szeged, en Hongrie, en interprétant le rôle principal dans L'Empereur d'Atlantis de Viktor Ullmann, mis en scène par le Théâtre de l'Opéra de Cracovie.
Depuis la France, après la Révolution ukrainienne de février 2014, il participe à de nombreuses manifestations de soutien. Avec trois collègues et amis, Gosha Kowalinska, Thierry De Marcley et Guillaume Dussau, il fonde l'association Opera friends for children qui organise des concerts au profit des enfants victimes de guerres.
En 2014, il est la Mort dans la production de l’Arcal L’Empereur d’Atlantis (mise en scène de Louise Moaty, direction Philippe Nahon avec Ars Nova).
La même année, il s'engage militairement en Ukraine, dans le 7e Bataillon du Corps de volontaires ukrainiens (DUK) du Secteur droit, en lien avec l'organisation de volontaires basée en France et dénommée Fraternité ukrainienne ("Українське братство"). Il a adopté la « mèche cosaque » et se fait appeler Mif (« Mythe »), abréviation de Méphistophélès, personnage du Faust de Gounod qu'il a incarné sur scène. Il souhaitait revenir plus tard continuer sa carrière de chanteur d'opéra en France.

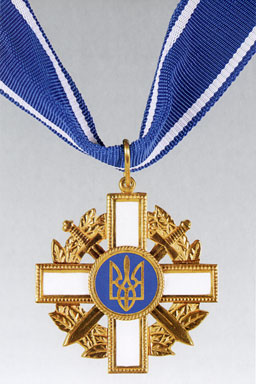
Médaille ukrainienne du courage

Wassyl Slipak est tué sur le front ukrainien du Donbass le 29 juin 2016 par un sniper rebelle à proximité de Louhanske (au nord de Debaltseve ), au cours d'une « ATO » (Antyterorystytchna operatsiïa, Opération antiterroriste), . Le 30 juin, il reçoit à titre posthume la Médaille du Courage (За мужність, Za moujnist'), par décret du Président ukrainien, Petro Porochenko. Le même jour, une messe commémorative lui est consacrée à la cathédrale Saint-Volodymyr-le-Grand à Paris. Le 1er juillet ont lieu ses funérailles à Lviv, sous les applaudissements de la foule ; il est enterré au cimetière Lychakiv de cette ville, réservé aux personnalités locales, dans la tombe no 76, .
Wassyl Slipak avait un frère aîné, Oreste ; ses parents vivaient en Italie. Il était le cousin du ministre ukrainien des Infrastructures Volodymyr Omelian, .
Le philosophe Philippe de Lara lui consacre le 30 juin 2016 un article sur le blog Comité Ukraine de Libération, .
Wassyl Slipak représente l'un des 9 400 morts (à fin juin 2016) victimes de la guerre dans l'est de l'Ukraine depuis son déclenchement en avril 2014, Moscou continuant à nier son implication dans le conflit.
Le 1er juillet, le média russe Life.ru montre l'interview d'un sniper qui se présente sous le surnom de Moriatchok (« le petit marin ») et qui affirme avoir « éliminé » Slipak sans savoir de qui il s'agissait, ayant l'ordre de cibler en priorité les servants de mitrailleuses (comme l'était Slipak). Divers médias ukrainiens affirment que le sniper a été ensuite identifié grâce à l'analyse de la vidéo : il se nommerait Denis Vladimirovitch (Denys Volodymyrovytch en ukrainien) Efremenko, et aurait servi de 2004 à 2006 dans la Marine ukrainienne en Crimée, .
Le 20 février 2017, le président ukrainien Petro Porochenko a attribué le titre de Héros d'Ukraine à titre posthume à Wassyl Slipak, le célèbre chanteur d'opéra tué par un sniper dans le Donbass,.

## Répertoire
| - Escamillo, Carmen (Bizet) - Figaro, Les Noces de Figaro (Mozart) - Ramfis, Aïda (Verdi) - Boris, Boris Godounov (Moussorgsky) - Igor, Le Prince Igor (Borodine) - Gremine, Eugène Onéguine (Tchaïkovsky) - Le Commandeur, Masetto, Don Giovanni (Mozart) - Lindorf, Dapertutto, Coppelius, Miracle, Les contes d'Hoffmann (Offenbach) | - Sparafucile, Rigoletto (Verdi) - Sarastro, Sprecher, Fürst Priest, La Flûte enchantée (Mozart) - La Mort, Der Kaiser von Atlantis (Ullman) - Don Giovanni, Don Giovanni (Mozart) - Colline, La Bohème (Puccini) - Mephisto, Faust (Gounod) - Banco, Macbeth (Verdi) - Procida, Les Vêpres siciliennes (Verdi) | - Philippe II, Don Carlo (Verdi) - Basilio, Le Barbier de Séville (Rossini) - Ralph, La Jolie Fille de Perth (Bizet) - Le comte Rodolphe, La Sonnambula (Bellini) - Don Alfonso, Cosi fan tutte (Mozart) - Le Démon, Le Démon (Rubinstein) - Prêtre, Blaireau / La Petite Renarde rusée / Leoš Janáček. |  |